# Kagi
Kagi (bra Alucinação Sensual) é um filme japonês de 1959, dos gêneros drama e suspense, dirigido por Kon Ichikawa, com roteiro de Natto Wada, Keiji Hasebe e do próprio diretor baseado no romance Kagi, de Jun'ichirō Tanizaki.
Estrelado por Machiko Kyō, Tatsuya Nakadai, Ganjirō Nakamura e Jun Hamamura, venceu o Prêmio do Júri do Festival de Cannes.

## Prêmios e indicações
| Prêmio/Evento           | Categoria                    | Resultado |
| ----------------------- | ---------------------------- | --------- |
| Festival de Cannes 1960 | Prêmio do Júri               | Venceu    |
| Festival de Cannes 1960 | Palma de Ouro (melhor filme) | Indicado  |
| Golden Globe            | Melhor filme estrangeiro     | Indicado  |

## Elenco
- Machiko Kyō - Ikuko Kenmochi
- Ganjirō Nakamura - Kenji Kenmochi
- Junko Kano - Toshiko Kenmochi
- Tatsuya Nakadai - Kimura
- Jun Hamamura - Dr. Sōma
- Tanie Kitabayashi - Hana
- Mayumi Kurata - Koike
- Kyū Sazanka - traficante de Curio
- Ichirō Sugai - massagista
- Mantarō Ushio - Dr. Kodama